# Diga di Çavdır
La diga di Çavdır è una diga della Turchia. Si trova nella provincia di Burdur.